# Сказка о старом кедре
«Сказка о старом кедре» — советский кукольный мультфильм 1963 года, который создал режиссёр Владимир Дегтярёв на студии «Союзмультфильм» об опасности лесных пожаров.

## Сюжет
В тайге растёт много кедров. Но есть один — старый кедр — самый старый, самый высокий, самый главный. Он понимает речь птиц и зверей. В тайгу пришла беда: в грозу от молнии загорелись деревья, и Генерал-Огонь двинулся по тайге. Старый кедр получил известие о лесном пожаре и обратился к Дождю с просьбой о спасении тайги. Дождь пролился и загасил пожар. Но на большой площади тайга сгорела. Старый кедр послал своих внучат — кедровые шишки. Они проплыли по ручью на плоту и разбросали кедровые орешки на месте пожара. И постепенно стал расти новый лес.

## Съёмочная группа
- Автор сценария — Людмила Зубкова
- Режиссёр и художник-постановщик — Владимир Дегтярёв
- Оператор — Михаил Каменецкий
- Композитор — Татьяна Назарова
- Звукооператор — Георгий Мартынюк
- Ассистенты режиссёра: Аркадий Тюрин, Вера Гокке
- Редактор — Наталья Абрамова
- Кукловоды: Владимир Пузанов, Лев Жданов, Юрий Норштейн
- Роли озвучивали: Александр Хвыля, Алексей Грибов, Георгий Вицин, Елена Понсова, Сергей Цейц, Юлия Юльская, Тамара Дмитриева, Ирина Мазинг, Нина Тарновская
- Куклы и декорации изготовили художники: В. Куранов, Борис Караваев, Геннадий Лютинский, Владимир Алисов
- под руководством — Романа Гурова
- Директор картины — Натан Битман
- Съёмочная группа приведена по титрам мультфильма.

## Отзыв критика
Изобретательно, с большой обстоятельностью сделан фильм «Сказка о старом кедре» (режиссёр В. Дегтярев, сценарий Л. Зубковой). В нём оказалось возможным совместить мультипликацию с полными сказочной прелести натурными кадрами живой природы. Интересно выполнены куклы-головешки, изображающие войско генерала-огня, затевающего пожар в лесу, и посланцы старого кедра-великана, шишата-малышата, похожие на нахохлившихся птенцов. Хорошо найдены многие выразительные детали. Главная мысль картины — идея торжества и необоримости творческих сил жизни.
— Асенин С.В. Волшебники экрана с.203